# چار هاریا
چار هاریا (به لاتین: Char Haria) یک روستا در بنگلادش است که در استان باریسال و در ناحیه باریسال واقع شده است.